# Teoría de la decisión

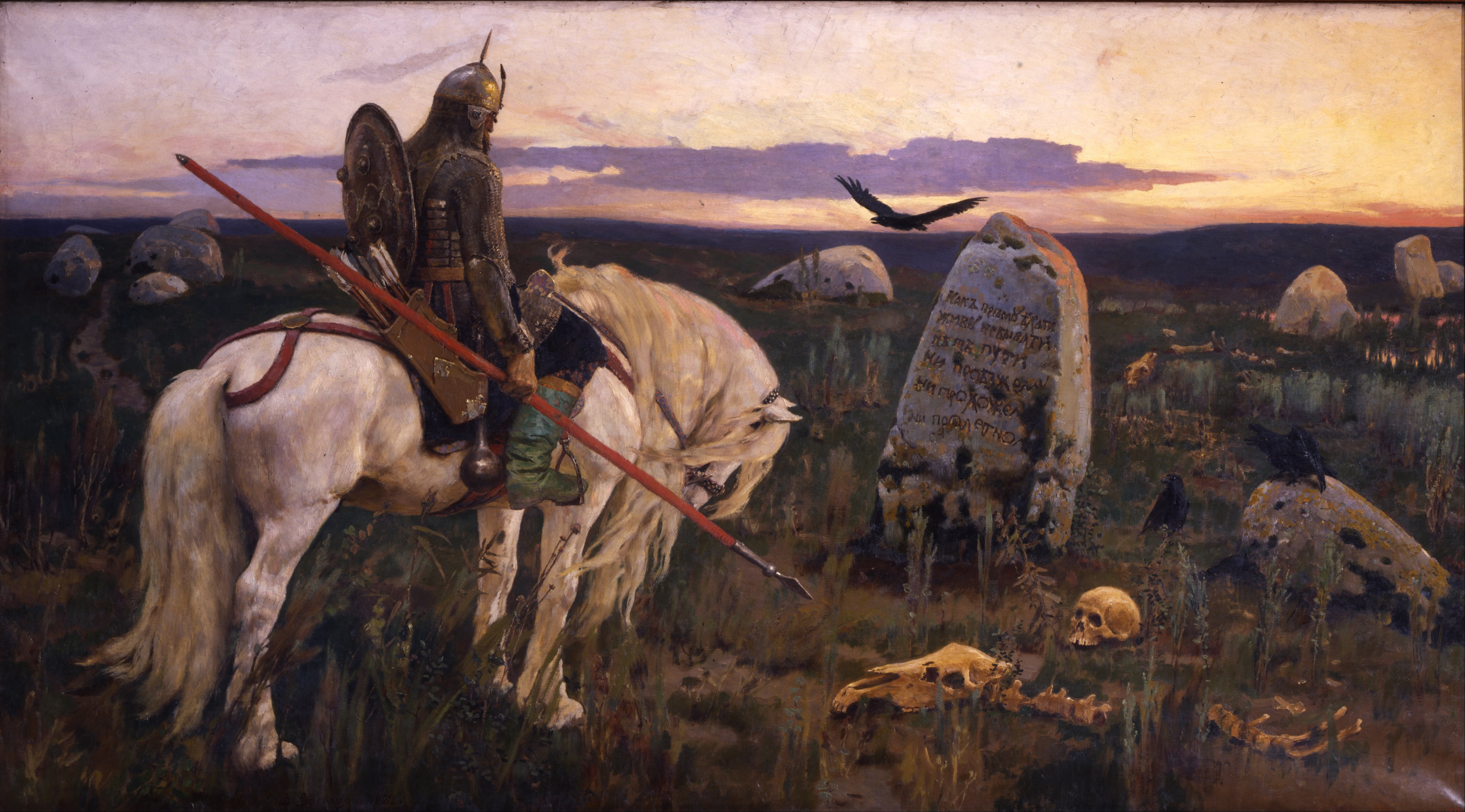
Inscripción en piedra: "Si sigues recto, no estarás vivo; no hay forma de que pase un auto, un transeúnte o un sobrevuelo"

La teoría de la decisión es un área interdisciplinaria de estudio, relacionada con diversas ramas de la ciencia, como la administración, la economía y la psicología (basados en perspectivas cognitivo-conductuales). Concierne a la forma y al estudio del comportamiento y fenómenos psíquicos de aquellos que toman las decisiones (reales o ficticios), así como las condiciones por las que deben ser tomadas las decisiones.

## Partes de la teoría
La mayor parte de la teoría de la decisión es normativa o prescriptiva, es decir concierne a la identificación de la mejor decisión que pueda ser tomada, asumiendo que una persona que tenga que tomar decisiones (decision maker) sea capaz de estar en un entorno de completa información, capaz de calcular con precisión y completamente racional. La aplicación práctica de esta aproximación prescriptiva (de cómo la gente debería hacer y tomar decisiones) se denomina análisis de la decisión y proporciona una búsqueda de herramientas, metodologías y software para ayudar a las personas a tomar mejores decisiones. Las herramientas de software orientadas a este tipo de ayudas se desarrollan bajo la denominación global de Sistemas para la ayuda a la decisión (decision support systems, abreviado en inglés como DSS).
Como parece obvio que las personas no se encuentran en estos entornos óptimos y con la intención de hacer la teoría más realista, se ha creado un área de estudio relacionado que se encarga de la parte de la disciplina más positiva o descriptiva, intentando describir qué es lo que la gente realmente hace durante el proceso de toma de decisiones. Se pensó en esta teoría debido a que la teoría normativa, trabaja solo bajo condiciones óptimas de decisión y a menudo crea hipótesis, para ser probadas, algo alejadas de la realidad cotidiana. Los dos campos están íntimamente relacionados; no obstante, es posible relajar algunas presunciones de la información perfecta que llega al sujeto que toma decisiones, se puede rebajar su racionalidad y así sucesivamente, hasta llegar a una serie de prescripciones o predicciones sobre el comportamiento de la persona que toma decisiones, permitiendo comprobar qué ocurre en la práctica de la vida cotidiana.

## Tipos de decisiones
Existen tipos de decisión que son interesantes desde el punto de vista del desarrollo de una teoría, estos son:
- Decisión sin riesgo entre mercancías inconmensurables (mercancías que no pueden ser medidas bajo las mismas unidades).
- Elección bajo impredecibilidad.
- Elección intertemporal - estudio del valor relativo que la gente asigna a dos o más bienes en diferentes momentos del tiempo.
- Decisiones sociales: decisiones tomadas en grupo o bajo una estructura organizativa.

### Elección entre mercancías inconmensurables
Esta área es importante cuando se ha de tomar la decisión de elegir, por ejemplo, entre comprar una tonelada de cañones.

### Decisiones en situaciones de incertidumbre
Esta área representa el principal esfuerzo de investigación en la teoría de la decisión. El procedimiento se basa en el valor esperado, ya conocido en el siglo XVII. El filósofo francés Blaise Pascal ya lo enunciaba en sus famosas dudas, contenidas en su obra Pensamientos, publicada en 1670. La idea del valor esperado consiste en que cuando nos enfrentamos a varias acciones, cada una de las cuales tiene varios resultados asociados a una probabilidad diferente, el procedimiento racional consiste en identificar todos los posibles resultados de las acciones, determinar sus valores (positivos o negativos) y las probabilidades asociadas que resultan de cada acción y, al multiplicar los dos valores, se obtiene el valor esperado. La acción elegida deberá ser aquella que proporcione el mayor valor esperado. En 1738, Daniel Bernoulli publicó un documento denominado Exposición de una nueva Teoría sobre la medida del riesgo, en la que emplea la paradoja de San Petersburgo para mostrar que el valor esperado debe ser normativamente erróneo. Presenta el ejemplo de un mercante holandés que intenta decidir si va a asegurar o no la carga que quiere enviar desde Ámsterdam hasta San Petersburgo en invierno, cuando se sabe que hay un 5 por ciento de probabilidades de perder la carga durante el viaje. En su solución, define por primera vez la función de utilidad y calcula la utilidad esperada, en vez del valor financiero.[cita requerida]
En el siglo XX, un artículo de Abraham Wald de 1939 volvió a despertar el interés por el tema, al señalar los dos temas centrales de la estadística ortodoxa de aquel tiempo: las pruebas estadísticas de hipótesis y la teoría de la estimación estadística, que podrían ser aspectos especiales del problema general de la decisión. Este artículo introduce muchos de los ingredientes actuales de la moderna teoría de la decisión: funciones de pérdida, función de riesgo, reglas de decisión admisibles, distribuciones a priori, teoría de Bayes de la decisión y reglas minimax para la toma de decisión. La frase teoría de la decisión fue empleada por primera vez en el año 1950 por E. L. Lehmann.[cita requerida]
Se trata de avances de la teoría de probabilidad subjetiva, procedente del trabajo de Frank Ramsey, Bruno de Finetti, Leonard Savage y otros, ampliando el ámbito de la teoría de la utilidad a situaciones donde solo la teoría de la probabilidad subjetiva puede ampliarse. En esta época, se asumía que, en la economía, la gente se comporta como agentes racionales humanos que toman decisiones en situaciones de riesgo. El trabajo de Maurice Allais y Daniel Ellsberg demostró que no es tan fácil formalizar estas situaciones. La teoría prospectiva de Daniel Kahneman y Amos Tversky dio lugar a la economía comportacional. En esta teoría, se resaltan las capacidades humanas (opuestas a lo normativamente correcto) en la toma de decisiones: a partir de "pérdidas y ganancias", las personas se centran más en los cambios en sus estados de utilidad y en la estimación subjetiva, a menudo sesgada por anclaje.[cita requerida]
La llamada Apuesta de Pascal es un ejemplo clásico de elección ante la incertidumbre. La incertidumbre, según Pascal, está en saber si Dios existe.[cita requerida]

### Elección atemporal
Esta área concierne a un tipo de tomas de decisión donde intervienen una serie de acciones en diferentes instantes de tiempo. Por ejemplo, si recibiera una gran cantidad de dinero en un instante de tiempo, podría gastarlos en unas vacaciones de lujo, proporcionándome un placer inmediato, o por el contrario podría invertirlo en un plan de pensiones, que me proporcionaría un beneficio en el futuro. Surge la pregunta de cuál es la decisión óptima, la respuesta depende parcialmente de factores tales como el valor de esperanza de vida, la inflación, el interés, la confianza en el sistema de pensiones, etc. Sin embargo aunque todos estos factores fueran tomados en cuenta a la hora de tomar la decisión, el comportamiento humano se desvía de las predicciones de la teoría prescriptiva, dando lugar a modelos alternativos en los que, por ejemplo, el interés objetivo se reemplaza por un descuento subjetivo.

## Decisiones complejas
Otras áreas de la teoría de la decisión conciernen con la dificultad de tomar decisiones debido en parte a la "complejidad" de cálculo de las expectativas, o bien por la complejidad de la propia organización que tiene que tomar las decisiones. En tales casos la teoría no se fija tanto en obtener un cálculo basado en como se desvía una decisión real de una óptima, sino en la medida de la dificultad de determinar el comportamiento óptimo a la hora de tomar la decisión. Un ejemplo de esta teoría puede encontrarse en el Club de Roma, que ha desarrollado un modelo de crecimiento económico y de recursos basado en un modelo que puede ayudar a los políticos a tomar decisiones en situaciones complejas.

## Paradoja de la elección
Se ha observado en muchos casos que existe la paradoja de que muchas capacidades de elegir puede dar lugar a una pobre decisión o incluso a una elección errónea. En algunas ocasiones se ha analizado el problema desde una parálisis del análisis, real o percibido, o incluso desde una ignorancia racional. Un gran número de investigadores incluido Sheena S. Iyengar y Mark R. Lepper ha publicado estudios basados en este fenómeno. Una popularización de este análisis fue realizado por Barry Schwartz en su libro The Paradox of Choice.